# Andriej Kiżewatow
Andriej Mitrofanowicz Kiżewatow (ros. Андрей Митрофанович Кижеватов; ur. 7 sierpnia?/20 sierpnia 1907 we wsi Sieliksa w powiecie penzeńskim obecnie w obwodzie penzeńskim, zm. 29 czerwca 1941 w Brześciu) – radziecki pogranicznik w randze porucznika (lejtnanta) i jeden z dowódców obrony twierdzy brzeskiej w 1941, w czasie sowieckiej okupacji tego polskiego miasta, uhonorowany pośmiertnie przez okupanta tytułem Bohatera Związku Radzieckiego (1965).

## Życiorys
Urodził się w mordwińskiej rodzinie chłopskiej. W 1921 stracił ojca. Skończył szkołę wiejską, od 15 listopada 1929 służył w Wojskach Pogranicznych OGPU ZSRR, był m.in. żołnierzem oddziałów pogranicznych w Białoruskim Okręgu Wojskowym, w tym w Timkowiczach. W marcu 1936 został starszyną, a w maju 1938 pomocnikiem naczelnika strażnicy granicznej, w 1939 otrzymał stopień młodszego lejtnanta i został przyjęty do partii komunistycznej. 17 lipca 1940 został naczelnikiem 9. strażnicy w obwodzie brzeskim, 25 lutego 1941 awansował na lejtnanta.
Po ataku Niemiec na ZSRR 22 czerwca 1941 został jednym z dowódców obrony twierdzy brzeskiej, pierwszego dnia obrony wraz z pogranicznikami odparł 6 ataków wroga i dwukrotnie przechodził do kontrataku. Zginął po tygodniu walk. Jesienią 1942 Niemcy zamordowali jego matkę, żonę i trójkę dzieci.

## Upamiętnienie
Po wojnie przy szosie ustawiono pomnik-obelisk poświęcony Kiżewatowowi. Postanowieniem Rady Ministrów ZSRR z 30 maja 1958 jego imieniem nazwano jedną ze strażnic granicznych brzeskiego oddziału pogranicznego. Uchwałą Prezydium Rady Najwyższej ZSRR z 8 maja 1965 pośmiertnie nadano mu tytuł Bohatera Związku Radzieckiego i Order Lenina. W 1967 jedną z ulic w Brześciu nazwano jego imieniem. Jego imieniem nazwano też jedną z ulic w Kobryniu. 15 sierpnia 1963 jego rodzinną wieś przemianowano na Kiżewatowo. W szkole ustawiono jego popiersie i otwarto poświęcone mu muzeum. W 1985 pośmiertnie nadano mu tytuł honorowego obywatela Brześcia i w Brześciu postawiono jego pomnik.